# Hosh Bonnaga
Hosh Bonnaga är en liten by i norra Sudan, belägen i utkanten av staden Shendi i delstaten Nahr an-Nil, 150 kilometer norr om Khartoum. På orten föddes landets president Omar Hasan Ahmad al-Bashir 1944.